# Fehérfejű mézevő
A fehérfejű mézevő (Purnella albifrons) a madarak osztályának a verébalakúak (Passeriformes) rendjébe, ezen belül a mézevőfélék (Meliphagidae) családjába tartozó Purnella nem egyetlen faja.
A magyar név forrással nincs megerősítve.

## Rendszerezés
Besorolása vitatott, egyes rendszerezők a Phylidonyris nembe sorolják Phylidonyris albifrons  néven, de sorolták a Glyciphila nembe Glyciphila albifrons néven is.

## Előfordulása
Ausztrália területén honos.

## Külső hivatkozások
- Képek az interneten a fajról
- Internet Bird Collection - videók a fajról, Glyciphila albifrons, mint szinónima